# ایوو مولنارس
ایوو مولنارس (انگلیسی: Yvo Molenaers؛ زادهٔ ۲۵ فوریهٔ ۱۹۳۴) دوچرخه‌سوار اهل بلژیک است.